# Olpium kochi
Espèce
Synonymes
- Olpium turcicum Beier, 1949

Olpium kochi est une espèce de pseudoscorpions de la famille des Olpiidae.

## Distribution
Cette espèce se rencontre en Égypte, en Libye, en Israël, en Turquie et en Grèce.

## Étymologie
Cette espèce est nommée en l'honneur de Ludwig Carl Christian Koch.

## Publication originale
- Simon, « Descriptions d'arachnides nouveaux d'Afrique. », Bulletin de la Société zoologique de France, vol.  6,‎ 1881 , p. 1-15(texte intégral).